# Daewoo K1
Daewoo K1 — автомат, розроблений військовим агентством Південної Кореї, виробляється компанією Daewoo Precision Industries Ltd.

## Історія
Розробка малогабаритного автомата заміну американського пістолета-кулемета М3 розпочалася 1978 року, замовником виступило командування військ спеціального призначення Республіки Корея.
У 1980 році були виготовлені дослідні зразки, а у 1981 році автомат надійшов на озброєння.

## Опис
K1 було створено з урахуванням конструкції американського автомата М16А1. Основні відмінності — телескопічний приклад із дроту із пластмасовим потиличником, конструкція цівки та прицільних пристосувань, додатковий режим стрільби чергами по 3 постріли. Автомати першого випуску мали деякі недоліки (наприклад, надмірними були віддача, витрата боєприпасів і шум при стрільбі), які були незабаром усунуті.
Можливе використання 40-мм гранатомета K201.

## Варіанти

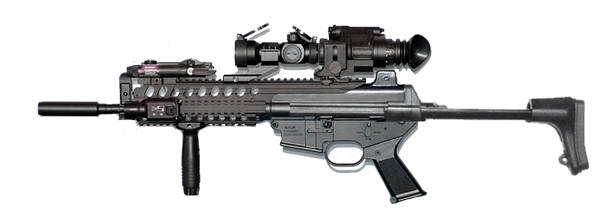
Daewoo K1A1 з оптичним прицілом і додатковою передньою рукояткою

- XK1 — передсерійний зразок, що надійшов на випробування
- K1 — перший серійний варіант обр. 1980 року
  - К1А — модель зразка 1982 року (з полум'ягасником нового зразка), раніше випущені Daewoo K1 були модифіковані до рівня K1A
- K1A1 — модифікація з удосконаленим механізмом подачі патронів, новим полум'ягасником і прицільною планкою Пікатінні на кришці ствольної коробки.
- MAX-1 — самозарядний експортний варіант К1 з постійним прикладом, загальна довжина зброї становить 970 мм, довжина ствола — 470 мм, маса зброї без патронів — 3,4 кг.

## Оператори
- Південна Корея